# Fabian Johnson
Fabian Marco Johnson (München, 1987. december 11. –) amerikai válogatott labdarúgó.

## Sikerek
Németország U21
- U21-es labdarúgó-Európa-bajnokság (1): 2009

## Fordítás
Ez a szócikk részben vagy egészben  a   Fabian Johnson című angol Wikipédia-szócikk fordításán alapul.  Az eredeti cikk szerkesztőit annak laptörténete sorolja fel. Ez a jelzés csupán a megfogalmazás eredetét és a szerzői jogokat jelzi, nem szolgál a cikkben szereplő információk forrásmegjelöléseként.